# 陈英智
陈英智（1907年7月19日—？），印度尼西亚华裔政治家。

## 生平
陈英智于1907年7月19日出生在展玉Lampegan村。他先在苏甲巫眉荷文柯曼学院（Institut Kooiman）就读，后在雅加达读高中, 1925年赴莱登大学读医药科, 1932年毕业后回到印度尼西亚，在雅加达的养生院和中央医院工作。后来他作为皮肤科医生而闻名。印度尼西亚独立后参与中华协会活动, 1953年曾当选印度尼西亚中华民主党主席。他是印度尼西亚国籍协商会的创始人之一，也是该组织的中央管理层之一（1954年至1965年）。